# Fatulela (Ort)
Fatulela ist ein Ort auf der südostasiatischen Insel Atauro, die zu Osttimor gehört. Die Siedlung befindet sich an der Ostküste des Sucos Maquili (Gemeinde Atauro) auf einer Meereshöhe von 39 m. Der Ort liegt im Nordosten der Aldeia Fatulela und geht mit Übertritt der Grenze zur Aldeia Macelihu in die Siedlung Macelihu über.
In Fatuleta stehen die katholische Kirche São José Maquili und ein Standbild des Heiligen Peters.